# ديفيد راندولف
ديفيد راندولف (بالإنجليزية: David Randolph)‏ هو موزع أمريكي، ولد في 21 ديسمبر 1914 في مانهاتن في الولايات المتحدة، وتوفي في 12 مايو 2010.

## وصلات خارجية
- ديفيد راندولف على موقع ميوزك برينز (الإنجليزية)
- ديفيد راندولف على موقع ديسكوغز (الإنجليزية)